# Хосров-шах ибн Бахрам-шах
 Хосров-шах ибн Бахрам-шах (перс. خسروشاه غزنوی‎; ? — 1160) — предпоследний султан Газневидского государства (1157—1160). Он был последним султаном династии Газневидов, который правил в Газни.
Полное имя — Муизз ад-Даула Абу Шуджа Хосров-шах ибн Бахрам-шах.

## Биография
Происходил из династии Газневидов. Один из сыновей газневидского султана Бахрам-шаха. О дате рождения нет сведений. В молодости участвовал в борьбе отца с Гуридами. В 1155 году фактически взял власть на себя. Вскоре удалось нанести поражение гуридскому войску.
В 1157 году после смерти своего отца Бахрама-шаха Хосров-шах унаследовал султанский престол в Газни. Впрочем, его надежды на поддержку Сельджукидов против Гуридов не оправдались, поскольку того же года умер сельджукский султан Ахмад Санджар и государство Великих сельджуков прекратила существование. Против Хосров-шаха выступили огузы, которые заняли Газни и Кабул. При этих условиях Хосров-шах вынужден был перенести столицу в Лахор. Вскоре все земли в Кандагаре и Кабулистане были потеряны. Последние годы султан провел в попытке сохранить власть в Пенджабе.
Умер в 1160 году в Лахоре. Ему унаследовал сын Хосров Малик.